# 620
620（六百二十、ろっぴゃくにじゅう）は自然数、また整数において、619の次で621の前の数である。

## 性質
- 620は合成数であり、約数は 1, 2, 4, 5, 10, 20, 31, 62, 124, 155, 310 と 620 である。
  - 約数の和は1344。
    - 151番目の過剰数である。1つ前は618、次は624。
- 約数の和が620になる数は3個ある。(304, 475, 619) 約数の和3個で表せる18番目の数である。1つ前は558、次は640。
- 各位の和が8になる42番目の数である。1つ前は611、次は701。
- 620 = 52 + 62 + 72 + 82 + 92 + 102 + 112 + 122
  - 8連続自然数の平方和とみたとき5番目の数である。1つ前は492、次は764。(オンライン整数列大辞典の数列 A276026)
- 620 = 62 + 102 + 222 = 102 + 142 + 182
  - 3つの平方数の和2通りで表せる141番目の数である。1つ前は616、次は625。(オンライン整数列大辞典の数列 A025322)
  - 異なる3つの平方数の和2通りで表せる124番目の数である。1つ前は619、次は625。(オンライン整数列大辞典の数列 A025340)
- 620 = 33 + 53 + 53 + 73
  - 4つの正の数の立方数の和で表せる163番目の数である。1つ前は613、次は621。(オンライン整数列大辞典の数列 A003327)
- 620 = 54 − 5
  - n = 5 のときの n4 − n の値とみたとき1つ前は252、次は1290。(オンライン整数列大辞典の数列 A058895)
- 620 = 22 × 5 × 31
  - 3つの異なる素因数の積で p2 × q × r の形で表せる44番目の数である。1つ前は585、次は636。(オンライン整数列大辞典の数列 A085987)

## その他 620 に関連すること
- モーツァルト作曲の歌劇「魔笛」のケッヘル番号。
- 620フィルム - 写真フィルムの規格の1つ。
  - スーパーコダック620 - 620フィルムを使用するカメラ。